# 굴라프조 사브리디노바
굴라프조 사브리디노바(타지크어: Гулафзо Савриддинова, 1947년 9월 11일 ~ )는 타지키스탄의 정치인이다. 1969년 모스크바 대학교 농업과학과를 나왔으며 1985년에는 타슈켄트 고등정치학교를 나왔다. 타지키스탄 이스파라 시장, 무소속 수그드 주 행정의회 의원을 역임했다.